# 2051
سنة 2051 م هي سنة بسيطة تبدأ يوم الأحد حسب التقويم الغريغوري

## أحداث يتوقع حدوثها في هذه السنة
- وفقا لتقرير مكتب تعداد الولايات المتحدة فإن عدد سكان الولايات المتحدة سيصل إلى 400 مليون نسمة.[1]